# Zichtauer Eiche

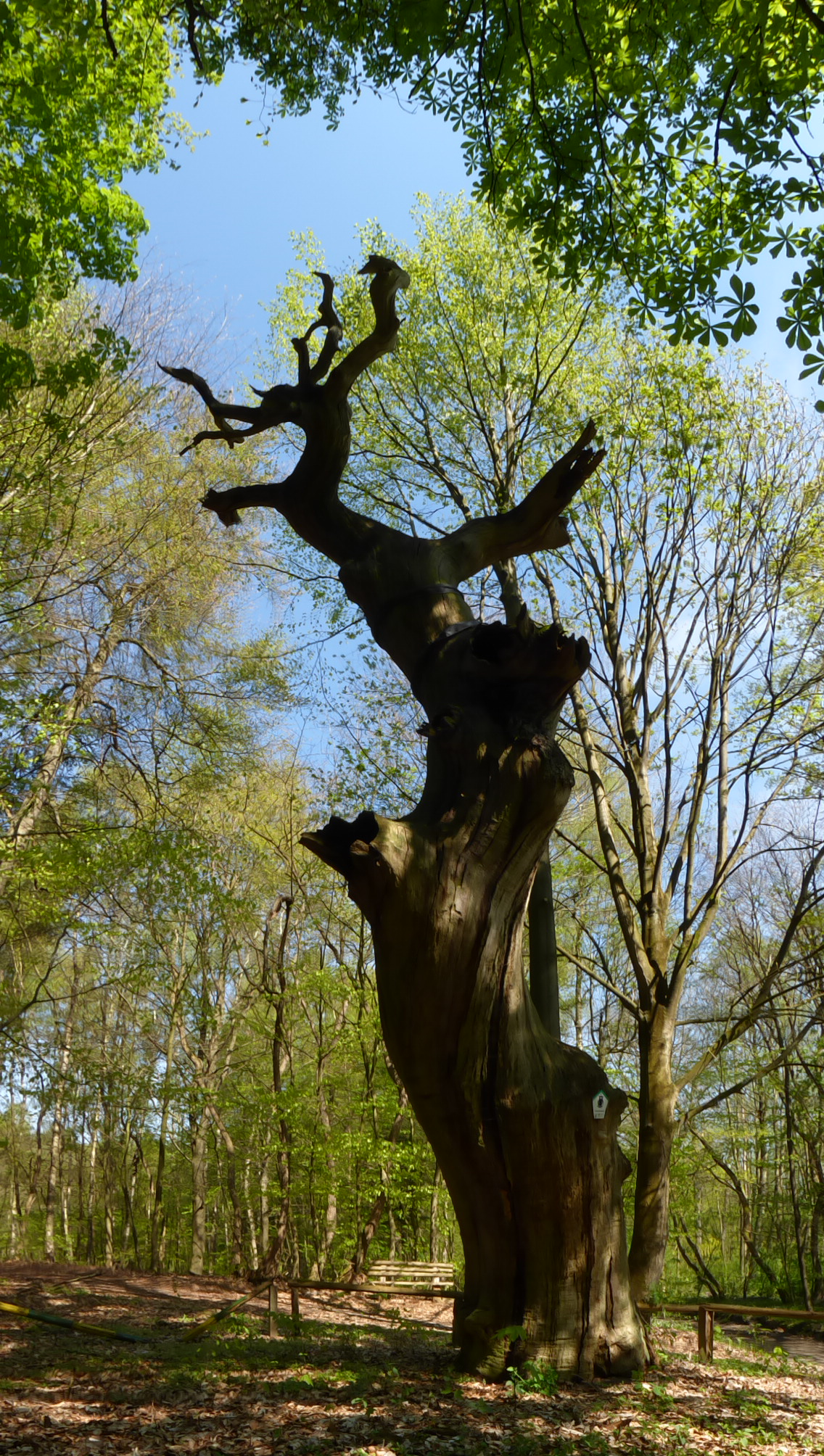
Reste der Zichtauer Eiche, 2016

Die Zichtauer Eiche ist ein Naturdenkmal in den Hellbergen nördlich des Dorfes Zichtau in Sachsen-Anhalt.
Der 1973 abgestorbenen Eiche wurde ein Alter von 1.000 Jahren zugeschrieben. Die Eiche wurde daher auch als die 1000jährige Eiche von Zichtau bezeichnet. Obwohl der Baum abgestorben ist, gilt er noch heute als Naturdenkmal. Neben der Erinnerung an den Baum ist dafür seine jetzige Funktion als Totholz für den Naturhaushalt ursächlich. Die Ausweisung als Naturdenkmal erfolgte im Jahr 1961. Sie wird als Naturdenkmal unter dem Code ND 0005SAW geführt.